# کتیر
کتیر، روستایی است از توابع بخش مرزن‌آباد شهرستان چالوس در استان مازندران ایران.

## جمعیت
این روستا در دهستان کوهستان (چالوس) قرار دارد و براساس سرشماری مرکز آمار ایران در سال ۱۳۸۵، جمعیت آن ۲۴ نفر (۱۱خانوار) بوده‌است.
اما در حال حاضر تیرماه ۱۳۹۴ بالغ بر ۵۰ نفر جمعیت دارد. مردم کتیر از قومیت طبری هستند. مردم کتیر به زبان طبری با گویش چالوسی سخن می‌گویند.